# Boisko do piłki nożnej plażowej w Mstowie
Boisko do piłki nożnej plażowej w Mstowie – obiekt powstały w 2003 roku przez organizację Beach Soccer Polska. Na tym boisku 2 sierpnia 2003 r. reprezentacja Polski rozegrała swój pierwszy mecz międzynarodowy. Przeciwnikiem była drużyna Norwegii. Tam też rozgrywały się takie turnieje jak Puchar Polski 2003, 2008, I ligi 2015, 2016 oraz 2017. Często na boisku swoje zgrupowania miały takie drużyny jak Grembach Łódź czy Hurtap Łęczyca. Obecnie boisko jest własnością pobliskiego Ośrodka Wypoczynkowego Sosnowy Las. Do 2019 roku był to obiekt, na którym trenował pierwszoligowy klub Zgoda Chodecz Beach Soccer Team.

## Organizowane mecze reprezentacyjne
| Data            | Typ spotkania   | Gospodarz | Wynik        | Gość                  | Źródło |
| --------------- | --------------- | --------- | ------------ | --------------------- | ------ |
| 2 sierpnia 2003 | mecz towarzyski | Polska    | 6:4          | Norwegia              | [ 1 ]  |
| 3 sierpnia 2003 | mecz towarzyski | Polska    | 3:3 (k. 1:0) | Norwegia              | [ 1 ]  |
| 6 maja 2008     | mecz towarzyski | Polska    | 10:6         | Marwit Zławieś Wielka | [ 1 ]  |
| 7 maja 2008     | mecz towarzyski | Polska    | 4:1          | Białoruś              | [ 1 ]  |

## Organizowane oficjalne turnieje
| Rok  | Typ turnieju                  | Zwycięzca              |
| ---- | ----------------------------- | ---------------------- |
| 2003 | Puchar Polski                 | Clearex Chorzów        |
| 2008 | Puchar Polski                 | Grembach Łódź          |
| 2015 | I liga 2015, grupa południowa | Sport Pub Rapid Lublin |
| 2015 | Chodecz Beach Soccer Cup      | UKS Milenium Gliwice   |
| 2016 | I liga 2016, grupa południowa | BSCC Łódź              |
| 2016 | Chodecz Beach Soccer Cup      | Grembach II Łódź       |
| 2017 | I liga 2017, grupa południowa | UKS Milenium Gliwice   |
| 2017 | I liga 2017, grupa północna   | Red Devils Chojnice    |